# Манджхи, Дашратх
Дашра́тх Ма́нджхи (англ. Dashrath Manjhi; 14 января 1934 — 17 августа 2007), известный также как «человек горы» (англ. Mountain Man), родился в бедной семье в деревне Гехло́р (англ. Gehlaur) поблизости от города Гая в индийском штате Бихар. Семья принадлежала к одной из низших каст — мусахар.
Жена Дашратха Манджхи, Фалгуни Деви, умерла, не получив своевременной медицинской помощи, поскольку дорога от их деревни до ближайшего города, в котором эта помощь могла быть оказана, проходила в обход протяжённого горного образования Гехло́р Ганж (англ. Gehlaur Ganj) и имела длину более 70 км.
Не желая, чтобы кому-либо ещё пришлось разделить участь его жены, Дашратх в одиночку прорубил через горное образование, сложенное из твёрдого минерала кварцита, проход длиной 110 м (360 футов), шириной 9,1 м (30 футов) и глубиной 7,6 м (25 футов), работая ежедневно на протяжении 22 лет (с 1960 по 1982 годы), благодаря чему дорога между районами Атри (англ. Atri) и Вазирганж (англ. Wazirganj) округа Гая сократилась до одного километра.
Дашратх Манджхи умер от рака 17 августа 2007 года. Его похороны были организованы правительством штата Бихар в признание его заслуг.
В 2011 году через прорубленный Дашратхом проход была проложена благоустроенная дорога.

## Память
26 декабря 2016 года почта Индии выпустила марку с портретом Дашратха Манджхи в серии «Известные люди Бихара».

### Упоминания в популярной культуре
В июле 2010 года индийский кинорежиссёр Маниш Джха объявил о намерении снять фильм «Манджхи» (Manjhi), основанный на истории Дашратха Манджхи. Продюсером фильма стал Sanjay Singh, известный по фильму «Удаан» (2010); главную роль должен исполнить актёр Манож Байпаи. История Дашратха Манджхи была рассказана в одном из эпизодов ТВ-шоу «Satyamev Jayate».
21 августа 2015 года в мировой прокат вышел фильм—биопик индийского кинорежиссёра Кетан Мехта «Манджхи — горный человек» (англ. Manjhi: The Mountain Man) о жизни Дашратха; в главной роли снялся
Навазуддин Сиддик.

### Произведения
- Александр Ланин. Одна жизнь Дашратха Манджхи : [арх. 4 марта 2016] : стихи // Зарубежные задворки : журнал. — 2013. — № 1 (февраль). — С. 233.
- Александр Ланин. Одна жизнь Дашратха Манджхи. Читает Валерий Гриньков. Совместный аудиопроект Радио России-Башкортостан и Международного литературного конкурсного портала Stihi.lv.
- Денис Март. Двадцать два. Архивировано 9 марта 2018 года.

## Фотографии
- Проложенный Дашратхом Манджхи проход
- Благоустроенная дорога, проложенная через сделанный Дашратхом Манджхи проход
- Статуя Дашратха Манджхи у его мемориала в Гелуре
- Мемориал Дашратха Манджхи
- Входные ворота